# Открытая лицензия
Открытая лицензия — договор присоединения, согласно которому автор или правообладатель передаёт лицензию на использование произведения науки, литературы или искусства. Договор на открытую лицензию должен быть представлен в момент начала использования произведения.

## Регламент использования
В Российской Федерации открытая лицензия регламентируется Гражданским кодексом, статьей 1286.1 «Открытая лицензия на использование произведений науки, литературы или искусства», но чёткого определения в законе нет. Согласно закону открытая лицензия может распространяться на открытое программное обеспечение, базы данных. Считается, что если в договоре не указана стоимость использования, то её использование считается безвозмездным, также если в условии договора не указана территория распространения, то лицензией можно пользоваться во всем мире. Предметом договора является передача имущественного права.
Если срок действия открытой лицензии не определён, то по времени использования лицензионного договора разделяют открытое программное обеспечение и базы данных, которое можно использовать в течение всего срока действия (неограниченно) и произведения, которые можно использовать в течение пяти лет.
На сайтах с размещенным на них ссылками на скачивание программ или других произведений лицензионный договор считается заключенный в момент перехода по ссылке скачивания продукта.

## Нарушение договора
Нарушение договора регламентируется статьей 1252 и 1301 Гражданского кодекса Российской Федерации.
Согласно закону, при нарушении договора правообладатель может востребовать компенсации с нарушителя, доказав при этом сам факт нарушения.
Размер компенсации определяется судом и может составлять от 10 000 рублей до 5 000 000 рублей.